# Ommatius tepui
Ommatius tepui är en tvåvingeart som beskrevs av Scarbrough 2008. Ommatius tepui ingår i släktet Ommatius och familjen rovflugor.
Artens utbredningsområde är Venezuela. Inga underarter finns listade i Catalogue of Life.